# Batuputih
Batuputih is een bestuurslaag in het regentschap Sumenep van de provincie Oost-Java, Indonesië. Batuputih telt 883 inwoners (volkstelling 2010).